# Russell Martin
Russell Nathan Coltrane Jeanson Martin (East York, Ontario, 15 de febrero de 1983) es un exbeisbolista canadiense. Su última aparición fue el 28 de septiembre de 2019 para Los Angeles Dodgers como receptor.

## Trayectoria
Debutó el año 2006 con Los Angeles Dodgers, y en 2007 le fue otorgado un Guante de Oro en su posición de receptor. Hasta 2010 ostenta un promedio de fildeo de .990. Con Los Ángeles disputó una serie por el campeonato de la Liga Nacional en 2009, frente a Philadelphia Phillies.
Desde la temporada 2011, compitió  para New York Yankees.
En 2015 los Azulejos de Toronto lo adquirieron vía agencia libre.
Su último equipo fue Los Angeles Dodgers, donde participó en 83 juegos durante la temporada 2019.